# Antonio Pedrero
Antonio Pedrero López (ur. 23 października 1991 w Terrassie) – hiszpański kolarz szosowy.

## Osiągnięcia
Opracowano na podstawie:

2009
- 1. miejsce na 3. etapie Vuelta al Besaya

2015
- 3. miejsce w Tour de Guadalupe
  - 1. miejsce na 9. etapie

2020
- 19. miejsce w Giro d’Italia

2021
- 2. miejsce w Vuelta a Asturias
- 1. miejsce w Route d'Occitanie
  - 1. miejsce na 3. etapie

2022
- 1. miejsce na 3. etapie Tour de l’Ain

## Rankingi
| Rok             | 2011  | 2012 | 2013 | 2014 | 2015 | 2016  | 2017  | 2018 | 2019 | 2020 | 2021 | 2022 | 2023 | 2024  |
| --------------- | ----- | ---- | ---- | ---- | ---- | ----- | ----- | ---- | ---- | ---- | ---- | ---- | ---- | ----- |
| UCI World Tour  |       |      |      |      |      | -     | 358.  | 302. |      |      |      |      |      |       |
| World Ranking   |       |      |      |      |      | 1176. | 1377. | 707. | 444. | 603. | 203. | 210. | 895. | 1670. |
| UCI Europe Tour | 1087. | -    | -    | -    | 501. | 797.  | 1151. | 527. | 349. | 489. | 174. | 171. | -    | -     |
|                 |       |      |      |      |      |       |       |      |      |      |      |      |      |       |
| Źródło: UCI     |       |      |      |      |      |       |       |      |      |      |      |      |      |       |